# Records de Belgique de natation
Cette page répertorie les records de Belgique de natation en grand bassin (50 m) et en petit bassin (25 m).

## Messieurs bassin de 50 mètres
| Discipline                         | Temps          | Athlète                                                                                                | Club | Compétition                        | Lieu           | Date            |
| ---------------------------------- | -------------- | --- | --- | ---------------------------------- | -------------- | --------------- |
| Nage libre                         |                | | |                                    |                |                 |
| 50 m                               | 22 s 13        | Yoris Grandjean                                                                                        | Liège Natation                                                                                                | Championnats de Belgique           | Anvers         | 3 mai 2009      |
| 100 m                              | 47 s 80        | Pieter Timmers                                                                                         | Zwemclub Brabo Antwerpen                                                                                      | Jeux olympiques                    | Rio de Janeiro | 10 août 2016    |
| 200 m                              | 1 min 46 s 03  | Lucas Henveaux                                                                                         | Liège Natation                                                                                                | Championnats du monde              | Singapour      | 28 juillet 2025 |
| 400 m                              | 3 min 44 s 61  | Lucas Henveaux                                                                                         | Liège Natation                                                                                                | Championnats du monde              | Doha           | 11 février 2024 |
| 800 m                              | 7 min 51 s 51  | Lucas Henveaux                                                                                         | Liège Natation                                                                                                | Jeux olympiques                    | Paris          | 29 juillet 2024 |
| 1500 m                             | 15 min 11 s 04 | Tom Vangeneugden                                                                                       | Overpeltse Zwemvereniging                                                                                     | Jeux olympiques                    | Pékin          | 15 août 2008    |
| Dos                                |                | | |                                    |                |                 |
| 50 m                               | 25 s 20        | Stan Franckx                                                                                           | Tiense Regio United Swimming Team                                                                             | Championnats de Belgique           | Anvers         | 20 avril 2024   |
| 100 m                              | 54 s 19        | Noah Verreth                                                                                           | Meetjesland-Gent Alliantie Zwemteam                                                                           | Championnats de Belgique (+15 ans) | Anvers         | 27 juillet 2025 |
| 200 m                              | 1 min 59 s 64  | Stefaan Maene                                                                                          | Koninklijke Brugse Zwem- & Reddingskring                                                                      | Jeux olympiques                    | Barcelone      | 28 juillet 1992 |
| Brasse                             |                | | |                                    |                |                 |
| 50 m                               | 27 s 64        | Basten Caerts                                                                                          | De Beringse Tuimelaars                                                                                        | Championnats de Belgique           | Gand           | 10 mai 2018     |
| 100 m                              | 1 min 0 s 60   | Frederik Deburghgraeve                                                                                 | RZV Roeselare                                                                                                 | Jeux olympiques                    | Atlanta        | 20 juillet 1996 |
| 200 m                              | 2 min 10 s 83  | Noah De Schryver                                                                                       | Koninklijke Zwemclub Neptunus                                                                                 | Championnats de Belgique           | Anvers         | 23 avril 2023   |
| Papillon                           |                | | |                                    |                |                 |
| 50 m                               | 23 s 34        | François Heersbrandt                                                                                   | Waterloo Natation                                                                                             | Championnats du monde              | Kazan          | 2 août 2015     |
| 100 m                              | 52 s 00        | Louis Croenen                                                                                          | Shark | Eindhoven Qualification Meet       | Eindhoven      | 9 avril 2021    |
| 200 m                              | 1 min 55 s 39  | Louis Croenen                                                                                          | Shark | Championnats du monde              | Kazan          | 5 août 2015     |
| 4 nages                            |                | | |                                    |                |                 |
| 200 m                              | 1 min 57 s 60  | Lucas Henveaux                                                                                         | Liège Natation                                                                                                | Championnats de Belgique           | Anvers         | 25 avril 2025   |
| 400 m                              | 4 min 16 s 71  | Ward Bauwens                                                                                           | Zwemclub Brabo Antwerpen                                                                                      | Jeux olympiques                    | Londres        | 28 juillet 2012 |
| Relais équipe nationale nage libre |                | | |                                    |                |                 |
| 4 × 100 m                          | 3 min 13 s 57  | Glenn Surgeloose (48.73) Jasper Aerents (48.47) Emmanuel Vanluchene (48.82) Pieter Timmers (47.55)     | Zwemclub Brabo Antwerpen Koninklijke Brugse Zwem- & Reddingskring Gold Swimming Team Zwemclub Brabo Antwerpen | Jeux olympiques                    | Rio de Janeiro | 7 août 2016     |
| 4 × 200 m                          | 7 min 8 s 28   | Louis Croenen (1:48.47) Glenn Surgeloose (1:46.12) Dieter Dekoninck (1:47.70) Pieter Timmers (1:45.99) | Shark Zwemclub Brabo Antwerpen                                                                                | Championnats d'Europe              | Londres        | 21 mai 2016     |
| Relais équipe nationale 4 nages    |                | | |                                    |                |                 |
| 4 × 100 m                          | 3 min 40 s 46  | Nils Van Audekerke (56.96) Jonas Coreelman (1:02.05) Louis Croenen (52.93) Pieter Timmers (48.52)      | Temse Schelde Zwemmers Royal Dauphins Mouscronnois Shark Zwemclub Brabo Antwerpen                             | Championnats d'Europe              | Londres        | 22 mai 2016     |

## Messieurs bassin de 25 mètres
| Discipline                         | Temps          | Athlète                                                                                                   | Club | Compétition                          | Lieu            | Date             |
| ---------------------------------- | -------------- | --- | --- | ------------------------------------ | --------------- | ---------------- |
| Nage libre                         |                | | |                                      |                 |                  |
| 50 m                               | 21 s 22        | Pieter Timmers                                                                                            | Zwemclub Brabo Antwerpen                                                                                      | Championnats d'Europe                | Glasgow         | 6 décembre 2019  |
| 100 m                              | 46 s 54        | Pieter Timmers                                                                                            | Zwemclub Brabo Antwerpen                                                                                      | Championnats d'Europe                | Copenhague      | 17 décembre 2017 |
| 200 m                              | 1 min 41 s 13  | Lucas Henveaux                                                                                            | Liege Natation                                                                                                | Championnats du monde                | Budapest        | 15 décembre 2024 |
| 400 m                              | 3 min 36 s 71  | Lucas Henveaux                                                                                            | Liege Natation                                                                                                | Championnats du monde                | Budapest        | 12 décembre 2024 |
| 800 m                              | 7 min 37 s 01  | Lucas Henveaux                                                                                            | Liege Natation                                                                                                | Loughborough International Swim Meet | Derby           | 21 octobre 2023  |
| 1500 m                             | 14 min 43 s 07 | Lucas Henveaux                                                                                            | Liege Natation                                                                                                | Compétition annuelle de fin d'année  | Crisnée         | 23 novembre 2024 |
| Dos                                |                | | |                                      |                 |                  |
| 50 m                               | 24 s 12        | Iarre Lafort                                                                                              | Flanders Inter Regio Swim Team                                                                                | Schwimmfestival                      | Aix-la-Chapelle | 26 octobre 2019  |
| 100 m                              | 51 s 76        | Alexandre Marcourt                                                                                        | Liege Natation                                                                                                | Speedo Fast Water Meet               | Amsterdam       | 4 juillet 2021   |
| 200 m                              | 1 min 53 s 75  | Lander Hendrickx                                                                                          | Leuven Aquatics                                                                                               | Championnats de Belgique             | Gand            | 10 novembre 2019 |
| Brasse                             |                | | |                                      |                 |                  |
| 50 m                               | 26 s 73        | Basten Caerts                                                                                             | De Beringse Tuimelaars                                                                                        | Coupe du monde                       | Eindhoven       | 11 août 2017     |
| 100 m                              | 57 s 71        | Basten Caerts                                                                                             | De Beringse Tuimelaars                                                                                        | Coupe du monde                       | Moscou          | 3 août 2017      |
| 200 m                              | 2 min 5 s 22   | Basten Caerts                                                                                             | De Beringse Tuimelaars                                                                                        | Coupe du monde                       | Moscou          | 2 août 2017      |
| Papillon                           |                | | |                                      |                 |                  |
| 50 m                               | 22 s 59        | François Heersbrandt                                                                                      | Waterloo Natation                                                                                             | Championnats du monde                | Doha            | 5 décembre 2014  |
| 100 m                              | 50 s 44        | François Heersbrandt                                                                                      | Waterloo Natation                                                                                             | Championnats d'Europe                | Szczecin        | 9 décembre 2011  |
| 200 m                              | 1 min 52 s 84  | Louis Croenen                                                                                             | Shark | Championnats du monde                | Abou Dabi       | 16 décembre 2021 |
| 4 nages                            |                | | |                                      |                 |                  |
| 100 m                              | 52 s 59        | Emmanuel Vanluchene                                                                                       | Gold Swimming Team                                                                                            | Championnats d'Écosse                | Édimbourg       | 11 décembre 2015 |
| 200 m                              | 1 min 55 s 17  | Emmanuel Vanluchene                                                                                       | Gold Swimming Team                                                                                            | Championnats d'Écosse                | Édimbourg       | 12 décembre 2015 |
| 400 m                              | 4 min 10 s 28  | Lander Hendrickx                                                                                          | Brabant East Swimming Team                                                                                    | Championnats d'Écosse                | Édimbourg       | 13 décembre 2015 |
| Relais équipe nationale nage libre |                | | |                                      |                 |                  |
| 4 × 50 m                           | 1 min 24 s 72  | François Heersbrandt (21.26) Jasper Aerents (21.12) Emmanuel Vanluchene (21.35) Glenn Surgeloose (20.99)  | Waterloo Natation Koninklijke Brugse Zwem- & Reddingskring Gold Swimming Team Zwemclub Brabo Antwerpen        | Championnats du monde                | Doha            | 6 décembre 2014  |
| 4 × 100 m                          | 3 min 7 s 54   | Jasper Aerents (47.59) Pieter Timmers (46.08) Emmanuel Vanluchene (46.60) Glenn Surgeloose (47.27)        | Koninklijke Brugse Zwem- & Reddingskring Zwemclub Brabo Antwerpen Gold Swimming Team Zwemclub Brabo Antwerpen | Championnats du monde                | Doha            | 3 décembre 2014  |
| 4 × 200 m                          | 6 min 52 s 66  | Louis Croenen (1:44.91) Glenn Surgeloose (1:43.29) Emmanuel Vanluchene (1:42.33) Pieter Timmers (1:42.13) | Shark Zwemclub Brabo Antwerpen Gold Swimming Team Zwemclub Brabo Antwerpen                                    | Championnats du monde                | Doha            | 4 décembre 2014  |
| Relais équipe nationale 4 nages    |                | | |                                      |                 |                  |
| 4 × 50 m                           | 1 min 35 s 70  | Emmanuel Vanluchene (24.46) Jonas Coreelman (27.57) François Heersbrandt (22.46) Jasper Aerents (21.21)   | Gold Swimming Team Waterloo Natation Koninklijke Brugse Zwem- & Reddingskring                                 | Championnats d'Europe                | Szczecin        | 8 décembre 2011  |
| 4 × 100 m                          | 3 min 39 s 25  | Dieter Dekoninck Nick Verscheure Gino Stevenheydens Wim Goris                                             | Zwemclub Brabo Antwerpen Zwemclub Iloka Kapellen                                                              |                                      | Louvain         | 4 août 2009      |

## Dames bassin de 50 mètres
| Discipline                         | Temps          | Athlète                                                                                               | Club                                                                                              | Compétition                       | Lieu        | Date            |
| ---------------------------------- | -------------- | --- | ------------------------------------------------------------------------------------------------- | --------------------------------- | ----------- | --------------- |
| Nage libre                         |                | |                                                                                                   |                                   |             |                 |
| 50 m                               | 24 s 42        | Florine Gaspard                                                                                       | Club de Natation de Bastogne                                                                      | Swim Open Stockholm               | Stockholm   | 14 avril 2025   |
| 100 m                              | 53 s 62        | Roos Vanotterdijk                                                                                     | Zwemvereniging De Meerkoet Bree                                                                   | Championnats flamands             | Anvers      | 9 février 2025  |
| 200 m                              | 1 min 57 s 18  | Valentine Dumont                                                                                      | Namur Olympic Club                                                                                | Sette Colli Trophy                | Rome        | 23 juin 2023    |
| 400 m                              | 4 min 6 s 27   | Valentine Dumont                                                                                      | Namur Olympic Club                                                                                | Sette Colli Trophy                | Rome        | 25 juin 2023    |
| 800 m                              | 8 min 32 s 52  | Alisée Pisane                                                                                         | Ecole de Natation Waremme                                                                         | Championnats du monde             | Fukuoka     | 28 juillet 2023 |
| 1500 m                             | 16 min 22 s 18 | Alisée Pisane                                                                                         | Ecole de Natation Waremme                                                                         | Edinburgh International Swim Meet | Édimbourg   | 12 mars 2023    |
| Dos                                |                | |                                                                                                   |                                   |             |                 |
| 50 m                               | 27 s 67        | Roos Vanotterdijk                                                                                     | Zwemvereniging De Meerkoet Bree                                                                   | Championnats du monde             | Singapour   | 30 juillet 2025 |
| 100 m                              | 58 s 97        | Roos Vanotterdijk                                                                                     | Zwemvereniging De Meerkoet Bree                                                                   | Championnats flamands             | Anvers      | 8 février 2025  |
| 200 m                              | 2 min 11 s 82  | Kimberly Buys                                                                                         | Zwemclub Brabo Antwerpen                                                                          | Diamond Swimming race             | Anvers      | 23 janvier 2011 |
| Brasse                             |                | |                                                                                                   |                                   |             |                 |
| 50 m                               | 30 s 53        | Florine Gaspard                                                                                       | Club de Natation de Bastogne                                                                      | Championnats de Belgique          | Anvers      | 21 avril 2023   |
| 100 m                              | 1 min 6 s 89   | Florine Gaspard                                                                                       | Club de Natation de Bastogne                                                                      | Championnats du monde             | Singapour   | 28 juillet 2025 |
| 200 m                              | 2 min 23 s 30  | Fanny Lecluyse                                                                                        | Royal Dauphins Mouscronois                                                                        | Sette Colli Trophy                | Rome        | 27 juin 2021    |
| Papillon                           |                | |                                                                                                   |                                   |             |                 |
| 50 m                               | 25 s 32        | Roos Vanotterdijk                                                                                     | Zwemvereniging De Meerkoet Bree                                                                   | Championnats du monde             | Singapour   | 1er août 2025   |
| 100 m                              | 55 s 84        | Roos Vanotterdijk                                                                                     | Zwemvereniging De Meerkoet Bree                                                                   | Championnats du monde             | Singapour   | 28 juillet 2025 |
| 200 m                              | 2 min 9 s 64   | Sarah Dumont                                                                                          | Namur Olympic Club                                                                                | Championnats d'Europe juniors     | Vilnius     | 6 juillet 2024  |
| 4 nages                            |                | |                                                                                                   |                                   |             |                 |
| 200 m                              | 2 min 9 s 73   | Roos Vanotterdijk                                                                                     | Zwemvereniging De Meerkoet Bree                                                                   | Championnats de France            | Montpellier | 14 juin 2025    |
| 400 m                              | 4 min 42 s 44  | Sarah Dumont                                                                                          | Namur Olympic Club                                                                                | Championnats d'Europe juniors     | Vilnius     | 2 juillet 2024  |
| Relais équipe nationale nage libre |                | |                                                                                                   |                                   |             |                 |
| 4 × 100 m                          | 3 min 43 s 11  | Valentine Dumont (55.50) Juliette Dumont (54.90) Lotte Goris (56.60) Lana Ravelingien (56.11)         | Namur Olympic Club Embourg Natation Zwemclub Brabo Antwerpen                                      | Championnats flamands             |             | 19 janvier 2020 |
| 4 × 200 m                          | 8 min 1 s 73   | Valentine Dumont (1:58.90) Kimberly Buys (2:01.78) Lana Ravelingien (2:00.84) Lotte Goris (2:00.21)   | Namur Olympic Club Zwemclub Brabo Antwerpen                                                       | Championnats d'Europe             | Budapest    | 21 mai 2021     |
| Relais équipe nationale 4 nages    |                | |                                                                                                   |                                   |             |                 |
| 4 × 100 m                          | 4 min 4 s 54   | Roos Vanotterdijk (1:00.91) Florine Gaspard (1:09.14) Valentine Dumont (59.09) Fleur Verdonck (55.40) | Zwemvereniging De Meerkoet Bree Club de Natation de Bastogne Namur Olympic Club Nijlense Zwemclub | Championnats du monde             | Fukuoka     | 30 juillet 2023 |

## Dames bassin de 25 mètres
| Discipline                         | Temps          | Athlète                                                                                          | Club | Compétition                   | Lieu         | Date             |
| ---------------------------------- | -------------- | ------------------------------------------------------------------------------------------------ | --- | ----------------------------- | ------------ | ---------------- |
| Nage libre                         |                |                                                                                                  | |                               |              |                  |
| 50 m                               | 23 s 99        | Florine Gaspard                                                                                  | Club de Natation de Bastogne                                                                             | Championnats de France        | Montpellier  | 2 novembre 2024  |
| 100 m                              | 52 s 61        | Roos Vanotterdijk                                                                                | Zwemvereniging De Meerkoet Bree                                                                          | Championnats du Danemark      | Copenhague   | 10 novembre 2024 |
| 200 m                              | 1 min 54 s 82  | Valentine Dumont                                                                                 | Namur Olympic Club                                                                                       | Coupe d'Espagne des clubs     | Barcelone    | 20 décembre 2023 |
| 400 m                              | 4 min 0 s 05   | Valentine Dumont                                                                                 | Namur Olympic Club                                                                                       | International Swimming League | Budapest     | 9 novembre 2020  |
| 800 m                              | 8 min 20 s 84  | Alisée Pisane                                                                                    | Ecole de Natation Waremme                                                                                | Championnats de France        | Chartres     | 5 novembre 2022  |
| 1500 m                             | 15 min 55 s 33 | Alisée Pisane                                                                                    | Ecole de Natation Waremme                                                                                | Championnats d'Europe         | Otopeni      | 8 décembre 2023  |
| Dos                                |                |                                                                                                  | |                               |              |                  |
| 50 m                               | 26 s 51        | Roos Vanotterdijk                                                                                | Zwemvereniging De Meerkoet Bree                                                                          | Championnats du Danemark      | Copenhague   | 12 décembre 2024 |
| 100 m                              | 56 s 78        | Roos Vanotterdijk                                                                                | Zwemvereniging De Meerkoet Bree                                                                          | Championnats de Belgique      | Gand         | 10 novembre 2024 |
| 200 m                              | 2 min 6 s 29   | Kimberly Buys                                                                                    | Zwemclub Brabo Antwerpen                                                                                 | International Meet - IMU      | Uster        | 30 janvier 2010  |
| Brasse                             |                |                                                                                                  | |                               |              |                  |
| 50 m                               | 29 s 70        | Florine Gaspard                                                                                  | Club de Natation de Bastogne                                                                             | Championnats d'Europe         | Kazan        | 6 novembre 2021  |
| 100 m                              | 1 min 4 s 69   | Fanny Lecluyse                                                                                   | Royal Dauphins Mouscronois                                                                               | Championnats de Belgique      | Gand         | 14 novembre 2015 |
| 200 m                              | 2 min 18 s 49  | Fanny Lecluyse                                                                                   | Royal Dauphins Mouscronois                                                                               | Championnats d'Europe         | Netanya      | 6 décembre 2015  |
| Papillon                           |                |                                                                                                  | |                               |              |                  |
| 50 m                               | 25 s 32        | Roos Vanotterdijk                                                                                | Zwemvereniging De Meerkoet Bree                                                                          | Championnats du Danemark      | Copenhague   | 14 décembre 2024 |
| 100 m                              | 56 s 44        | Kimberly Buys                                                                                    | Zwemclub Brabo Antwerpen                                                                                 | Coupe du monde FINA           | Berlin       | 7 août 2017      |
| 200 m                              | 2 min 7 s 96   | Valentine Dumont                                                                                 | Namur Olympic Club                                                                                       | International Swimming League | Eindhoven    | 21 novembre 2021 |
| 4 nages                            |                |                                                                                                  | |                               |              |                  |
| 100 m                              | 57 s 92        | Roos Vanotterdijk                                                                                | Zwemvereniging De Meerkoet Bree                                                                          | Championnats du Danemark      | Copenhague   | 15 décembre 2024 |
| 200 m                              | 2 min 9 s 27   | Kimberly Buys                                                                                    | Zwemclub Brabo Antwerpen                                                                                 | Championnats d'Europe         | Istanbul     | 10 décembre 2009 |
| 400 m                              | 4 min 35 s 89  | Fanny Lecluyse                                                                                   | Royal Dauphins Mouscronois                                                                               | Nordsjoestevnet               | Kristiansand | 5 novembre 2017  |
| Relais équipe nationale nage libre |                |                                                                                                  | |                               |              |                  |
| 4 × 50 m                           | 1 min 40 s 60  | Annelies De Maré (25.24) Nina Van Koeckhoven (25.10) Sarah Wegria (25.22) Jolien Sysmans (24.84) | Zwemclub Brabo Antwerpen Meetjesland-Gent Alliantie Zwemteam VZW Liège Natation Zwemclub Brabo Antwerpen | Championnats d'Europe         | Rijeka       | 12 décembre 2008 |
| Relais équipe nationale 4 nages    |                |                                                                                                  | |                               |              |                  |
| 4 × 50 m                           | 1 min 48 s 44  | Jasmijn Verhaegen (27.67) Kim Janssens (30.84) Kimberly Buys (25.73) Jolien Sysmans (24.20)      | Zwemclub Brabo Antwerpen                                                                                 | Championnats d'Europe         | Chartres     | 25 novembre 2012 |

## Mixte bassin de 50 mètres
| Discipline                         | Temps         | Athlète                                                                                           | Club                                                                                                  | Compétition           | Lieu    | Date        |
| ---------------------------------- | ------------- | ------------------------------------------------------------------------------------------------- | --- | --------------------- | ------- | ----------- |
| Relais équipe nationale nage libre |               |                                                                                                   | |                       |         |             |
| 4 × 100 m                          | 3 min 31 s 76 | Jasper Aerents (49.89) Emmanuel Vanluchene (49.34) Juliette Dumont (56.64) Lotte Goris (55.89)    | Koninklijke Brugse Zwem- & Reddingskring Gold Swimming Team Embourg Natation Zwemclub Brabo Antwerpen | Championnats d'Europe | Glasgow | 8 août 2018 |
| Relais équipe nationale 4 nages    |               |                                                                                                   | |                       |         |             |
| 4 × 100 m                          | 3 min 51 s 22 | Emmanuel Vanluchene (56.32) Basten Caerts (1:00.32) Kimberly Buys (58.39) Juliette Dumont (56.19) | Gold Swimming Team De Beringse Tuimelaars Zwemclub Brabo Antwerpen Embourg Natation                   | Championnats d'Europe | Glasgow | 6 août 2018 |

## Mixte bassin de 25 mètres
| Discipline                         | Temps         | Athlète                                                                                                   | Club                     | Compétition              | Lieu      | Date             |
| ---------------------------------- | ------------- | --- | ------------------------ | ------------------------ | --------- | ---------------- |
| Relais équipe nationale nage libre |               | |                          |                          |           |                  |
| 4 × 50 m                           | 1 min 35 s 47 | Dries Vangoetsenhoven (22.93) Sebastien De Meulemeester (22.18) Kimberly Buys (25.20) Lotte Goris (25.16) | Zwemclub Brabo Antwerpen | Championnats de Belgique | Gand      | 11 novembre 2018 |
| Relais équipe nationale 4 nages    |               | |                          |                          |           |                  |
| 4 × 50 m                           | 1 min 43 s 95 | Jade Smits (28.06) Fleur Vermeiren (30.00) Jesse de Smedt (23.76) Elias Meeus (22.13)                     | Zwemclub Brabo Antwerpen | Speedo Fast Water Meet   | Amsterdam | 2 juillet 2022   |